# Keiji Kaimoto
Keiji Kaimoto (Osaka, 26 de novembro de 1972) é um ex-futebolista profissional japonês, que atuava como defensor.

## Carreira

### Vissel Kobe
Keiji Kaimoto se profissionalizou no Vissel Kobe, em 1995. No clube atuou até o ano 2000, ele fez mais de 100 partidas oficiais pelo clube.

### Nagoya Grampus Eight
Em 2000, chegou a Nagoya, para atuar nos rubro-dourados.

## Seleção
Keiji Kaimoto integrou a Seleção Japonesa de Futebol na Copa da Ásia de 2000 no Líbano, sendo campeão.

## Títulos
Japão
- Copa da Ásia: 2000